# آزکا
آزکا (به اسپانیایی: AZCA) یک ناحیه تجاری مرکزی و منطقه شهری در اسپانیا است که در Cuatro Caminos واقع شده‌است.